# Urška Hrovat
Urška Hrovat (* 18. Februar 1974 in Ljubljana) ist eine ehemalige slowenische Skirennläuferin. Sie gehörte während der 1990er Jahre zu den weltweit besten Slalomfahrerinnen.

## Biografie
Erstmals in Erscheinung trat Hrovat 1986 und 1987 als Siegerin beim Trofeo Topolino. 1991 gewann sie an den Juniorenweltmeisterschaften in Geilo und Hemsedal (Norwegen) Gold im Slalom und Silber in der Kombination. 1992 verteidigte sie in Maribor ihren Slalom-Juniorenweltmeistertitel und wurde 1993 in Monte Campione in derselben Disziplin Dritte.
Ihren ersten Punkte im Weltcup gewann Hrovat am 21. Januar 1992, als im Slalom von Hinterstoder auf den 20. Platz fuhr. Am 28. November 1993 erreichte sie als Dritte des Weltcup-Slaloms von Santa Caterina erstmals einen Podestplatz, am 22. Januar 1994 stand sie in Méribel erstmals zuoberst auf dem Podest eines Weltcuprennens.
Bei den Skiweltmeisterschaften 1996 in der Sierra Nevada feierte Hrovat mit dem Gewinn der Slalom-Bronzemedaille ihren größten Erfolg. Konstant gute Leistungen während der Saison 1995/96 reichten für den zweiten Schlussrang in der Slalom-Disziplinenwertung des Weltcups hinter Elfi Eder. Nachdem sie sich Ende Januar 1997 einen Bänderriss im rechten Knie zugezogen hatte, musste sie die Saison vorzeitig beenden und verpasste so die Weltmeisterschaften 1997.
Während der Saisons 1997/98 und 1998/99 konnte Hrovat jeweils einen Weltcupsieg im Slalom feiern. Danach erwiesen sich ihre Leistungen als sehr unbeständig, weshalb sie unmittelbar nach den Weltmeisterschaften 2001 in St. Anton am Arlberg vom Profisport zurücktrat. Ihr bestes Ergebnis bei Olympischen Spielen blieb ein achter Platz im Jahr 1994.

## Erfolge

### Olympische Spiele
- Albertville 1992: 10. Slalom
- Lillehammer 1994: 8. Slalom, 20. Riesenslalom, 28. Super-G
- Nagano 1998: 18. Riesenslalom

### Weltmeisterschaften
- Morioka 1993: 26. Slalom, 27. Riesenslalom
- Sierra Nevada 1996: 3. Slalom, 11. Riesenslalom
- Vail/Beaver Creek 1999: 7. Slalom
- St. Anton 2001: 10. Slalom

### Weltcup
- Saison 1993/94: 10. Gesamtwertung, 3. Slalomwertung
- Saison 1994/95: 10. Gesamtwertung, 4. Slalomwertung, 8. Riesenslalomwertung
- Saison 1995/96: 2. Slalomwertung
- Saison 1996/97: 8. Slalomwertung, 8. Riesenslalomwertung
- Saison 1997/98: 9. Gesamtwertung, 4. Slalomwertung
- Saison 1998/99: 10. Slalomwertung
- 14 Podestplätze, davon 5 Siege:

| Datum             | Ort                    | Land        | Disziplin |
| ----------------- | ---------------------- | ----------- | --------- |
| 22. Januar 1994   | Maribor                | Slowenien   | Slalom    |
| 30. Dezember 1994 | Méribel                | Frankreich  | Slalom    |
| 14. Januar 1996   | Garmisch-Partenkirchen | Deutschland | Slalom    |
| 14. März 1998     | Crans-Montana          | Schweiz     | Slalom    |
| 21. November 1998 | Park City              | USA         | Slalom    |

### Europacup
- Saison 1990/91: 7. Gesamtwertung, 6. Slalomwertung, 9. Riesenslalomwertung
- Saison 1991/92: 5. Gesamtwertung, 2. Slalomwertung
- Saison 1992/93: 8. Slalomwertung
- Saison 1994/95: 8. Riesenslalomwertung

### Juniorenweltmeisterschaften
- Zinal 1990: 6. Slalom, 25. Super-G, 28. Abfahrt
- Geilo/Hemsedal 1991: 1. Slalom, 2. Kombination, 8. Riesenslalom, 18. Abfahrt, 22. Super-G
- Maribor 1992: 1. Slalom, 5. Kombination, 10. Super-G, 11. Riesenslalom, 28. Abfahrt
- Monte Campione 1993: 3. Slalom, 4. Kombination, 9. Riesenslalom, 21. Super-G

### Slowenische Meisterschaften
Hrovat wurde vier Mal slowenische Meisterin:
- 3× Slalom (1992, 1993 und 1996)
- 1× Riesenslalom (1996)